# Rhyncholaelia glauca
Rhyncholaelia glauca är en orkidéart som först beskrevs av John Lindley, och fick sitt nu gällande namn av Rudolf Schlechter. Rhyncholaelia glauca ingår i släktet Rhyncholaelia och familjen orkidéer. Inga underarter finns listade i Catalogue of Life.

## Bildgalleri

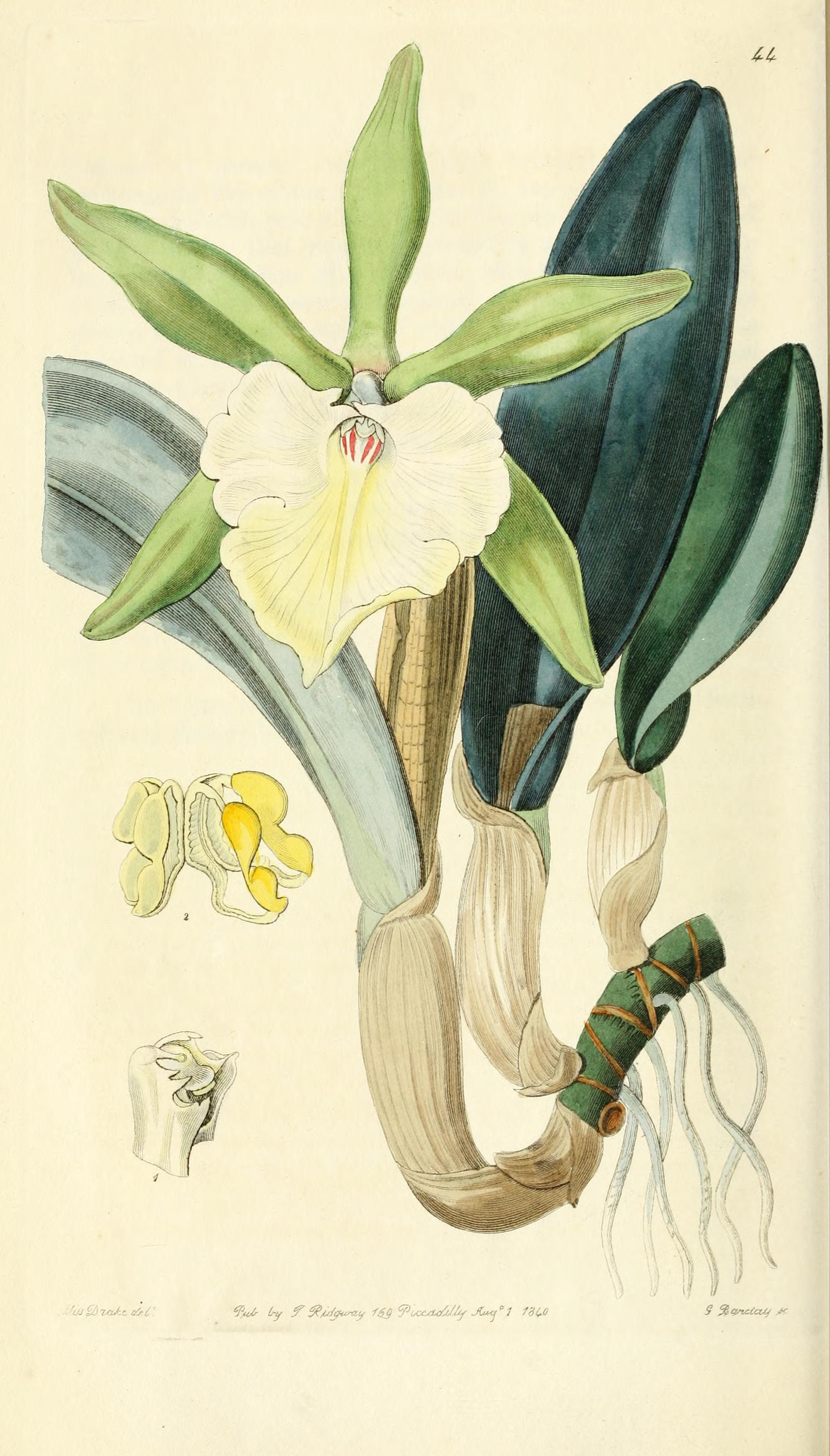
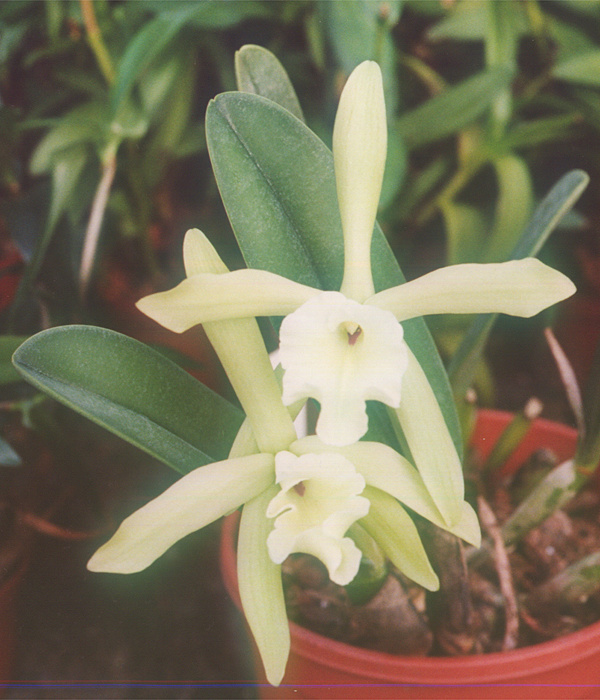
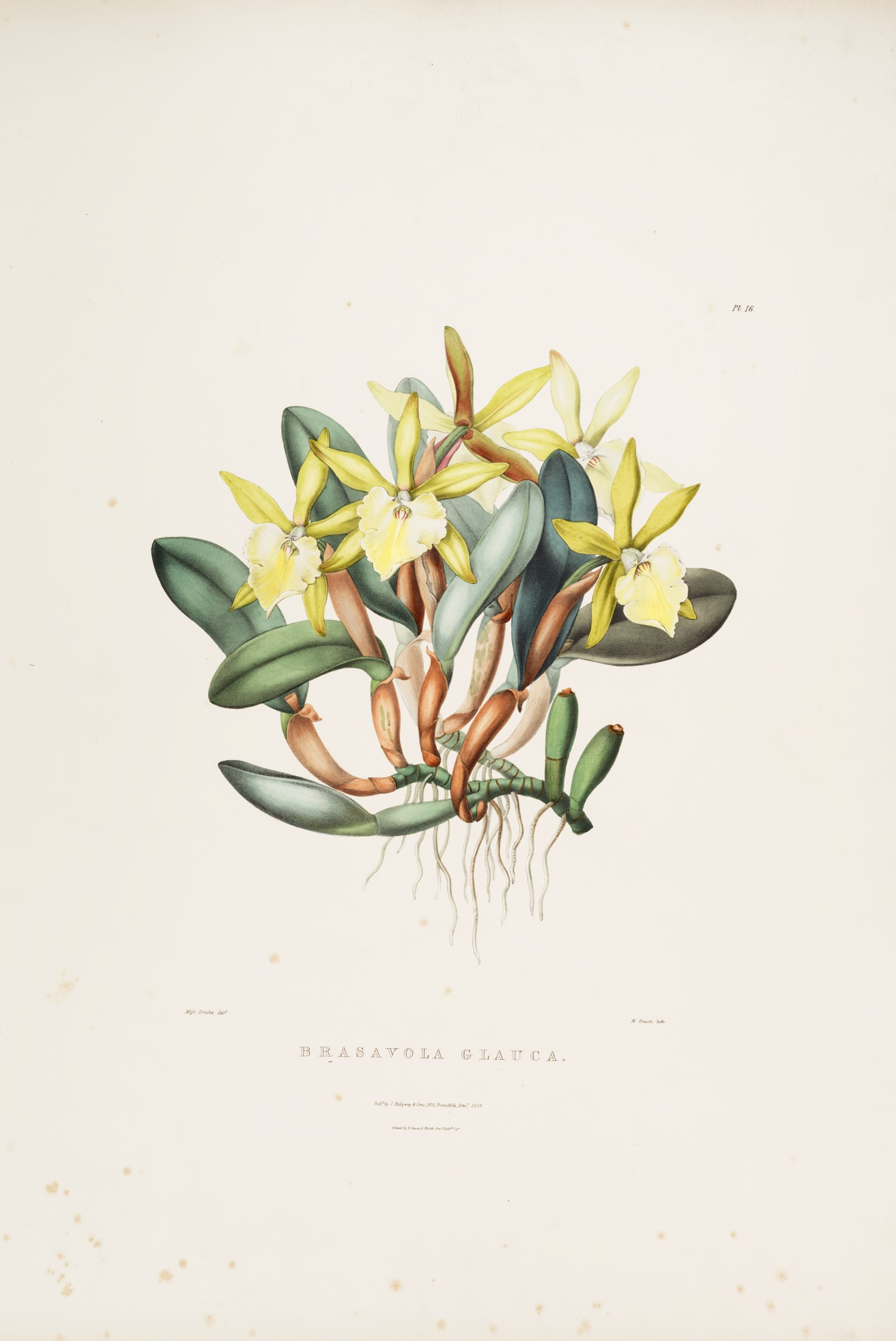
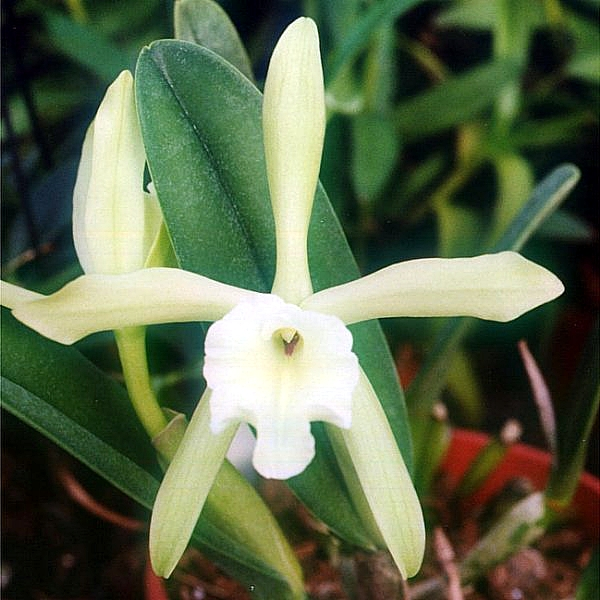